# 米哈乌·希巴
米哈乌·希巴（波蘭語：Michał Szyba，1988年3月18日—），生于卢布林，波兰男子手球运动员。他曾代表波兰国家队参加2016年夏季奥林匹克运动会男子手球比赛，获得第4名。